# Духрот
Духрот (нім. Duchroth) — громада в Німеччині, розташована в землі Рейнланд-Пфальц. Входить до складу району Бад-Кройцнах. Складова частина об'єднання громад Бад-Мюнстер-ам-Штайн-Ебернбург.
Площа — 9,68 км2. Населення становить 548 ос. (станом на 31 грудня 2020).

## Галерея

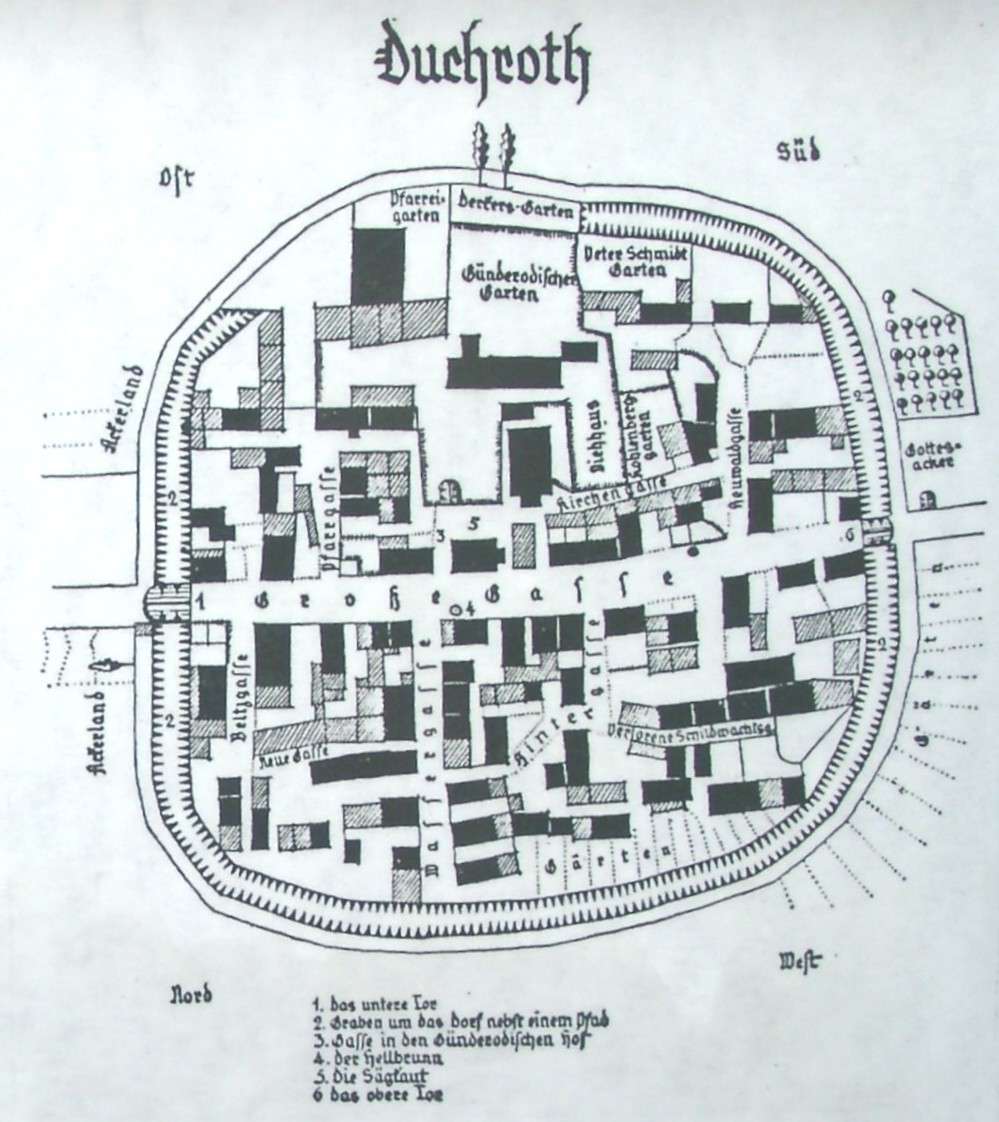
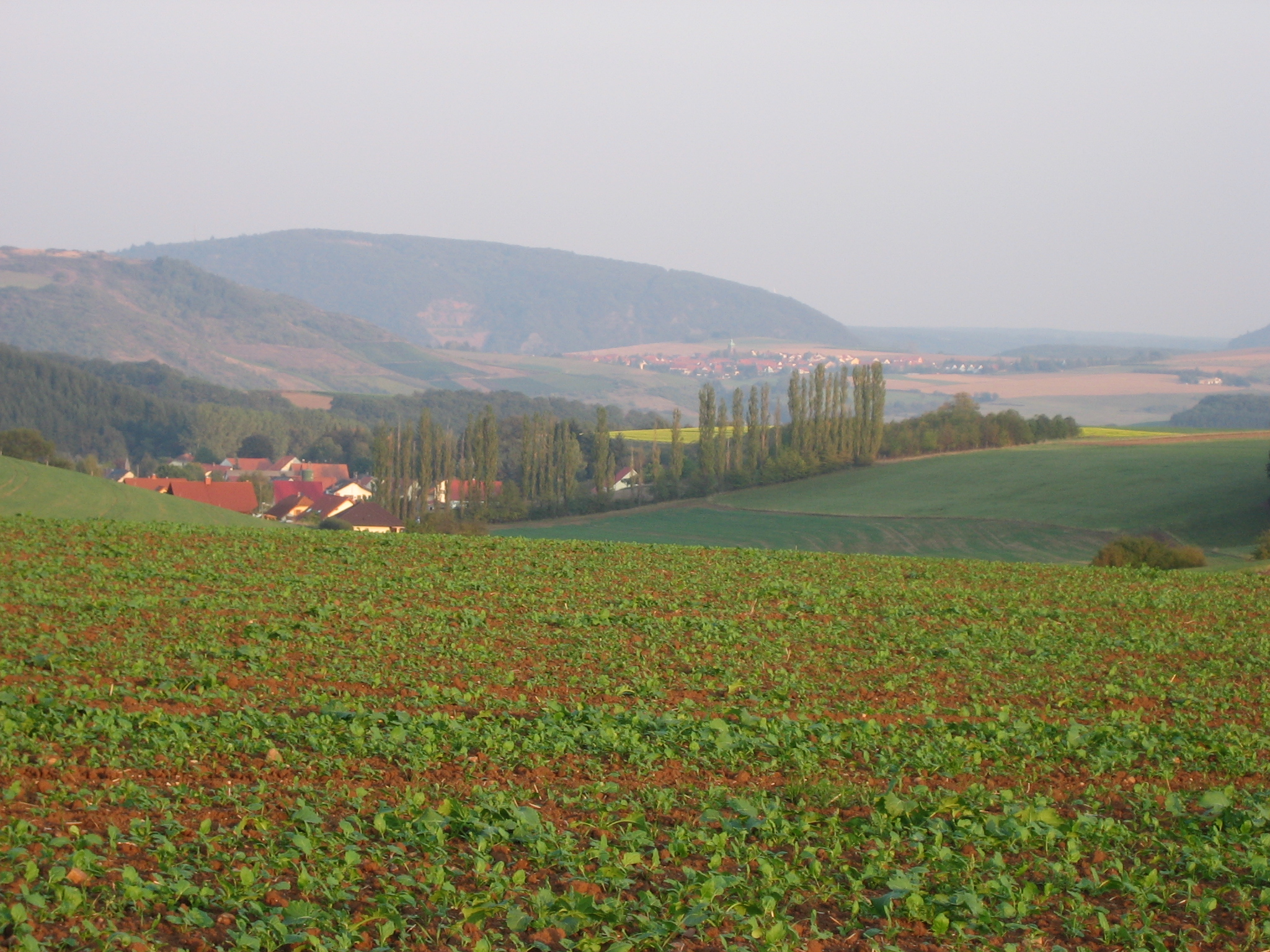
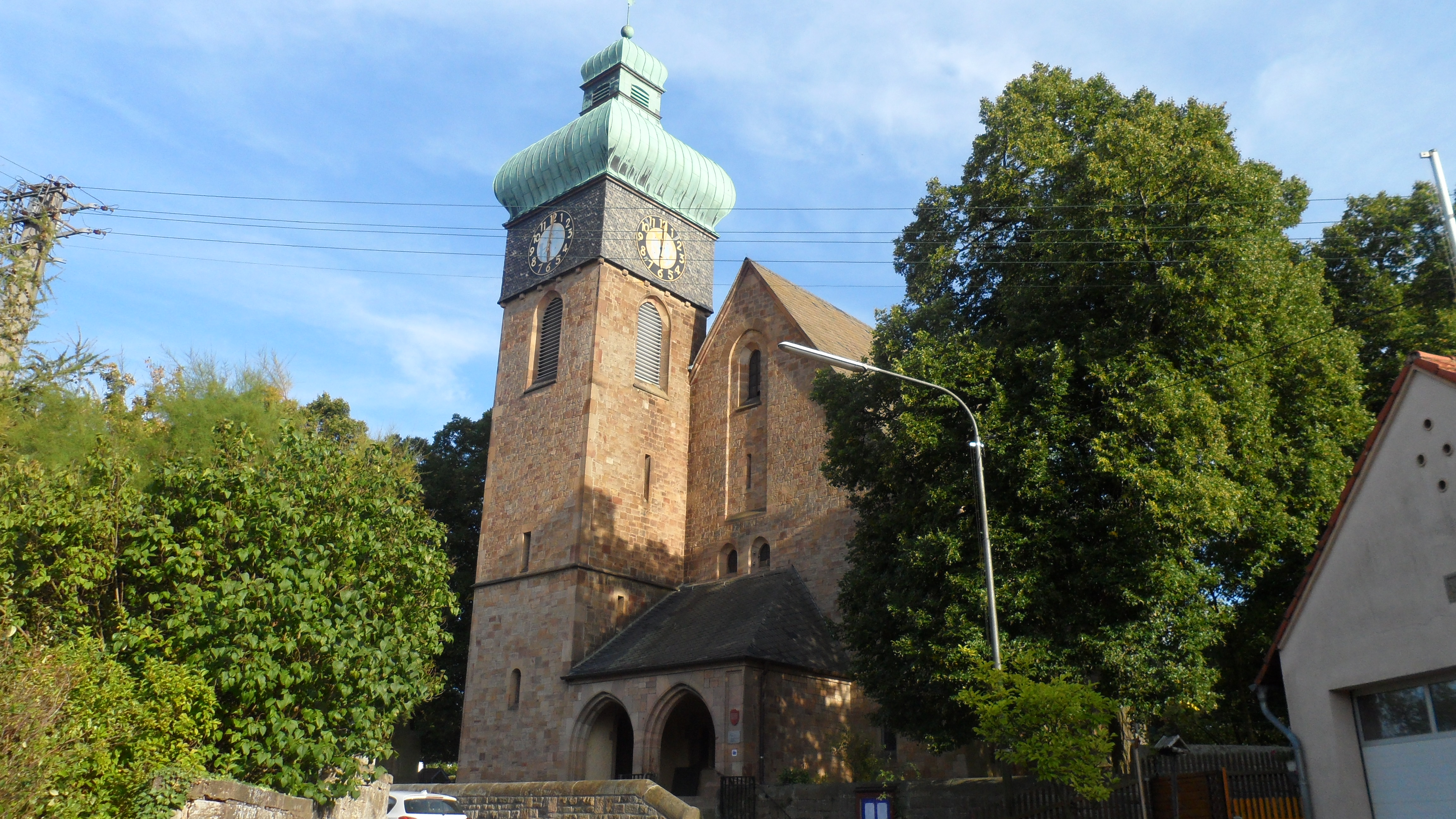